# Harmonie-Polka
Die Harmonie-Polka ist eine Polka von Johann Strauss (Sohn) (op. 106). Das Werk wurde am 4. Februar 1852 im Sofienbad-Saal in Wien erstmals aufgeführt.